# Zdeněk Gavenda
Zdeněk Gavenda (22. dubna 1920 – 29. listopadu 1973) byl český a československý politik Komunistické strany Československa, poslanec České národní rady a Sněmovny národů Federálního shromáždění za normalizace.

## Biografie
Profesí byl předákem na Dole 9. května v okrese Karviná.
Po federalizaci Československa usedl do Sněmovny národů Federálního shromáždění. Mandát nabyl až dodatečně v prosinci 1969. Nominovala ho Česká národní rada, kam usedl rovněž dodatečně v listopadu 1969. Mandát ve FS obhájil ve volbách v roce 1971 a ve federálním parlamentu setrval až do své smrti v roce 1973. Pak ho nahradil Vlastimil Ehrenberger.
Od září 1970 zastával kromě poslaneckých funkcí i post předsedy Ústředního výboru Českého odborového svazu hornictví a energetiky, od listopadu 1972 pak i předsedy federálního odborového svazu hornictví a energetiky. Zemřel při automobilové nehodě.